# 부음절
부음절(副音節, 영어: minor syllable)은 오스트로아시아어족을 기술할 때 주로 사용하는 용어로, 성조나 강세가 올 수 있는 완전한 음절 앞에 붙는 부수적인 음절을 일컫는다. 부음절은 구어체 크메르어에서처럼 약모음이 들어간 /Cə/ 형태나 /CəN/형태일 수도, 또는 아예 모음이 없는 /CC/ 형태일 수도 있다. 후자의 예시로는 믈라브리어 /kn̩diːŋ/ '배꼽' (/kn̩/가 부음절)과 /br̩poːŋ/ '아래에' (/br̩/이 부음절), 카시어 <kyndon> /kn̩dɔːn/ '규칙' (/kn̩/이 부음절), <syrwet> /sr̩wɛt̚/ '표시' (/sr̩/가 부음절), <kylla> /kl̩la/ '변형시키다' (/kl̩/이 부음절), <symboh> /sm̩bɔːʔ/ '씨앗' (/sm̩/이 부음절), <tyngkai> /tŋ̩kaːɪ/ '보존하다' (/tŋ̩/이 부음절) 등이 있다. 이러한 약강격 패턴은 한개반음절(-個半音節, 영어: sesquisyllabic, 직역하면 '한 음절 반') 또는 일음절반어(一音節半語, 영어: sesquisyllabic word)이라고도 부르며, 1973년 미국 언어학자 제임스 매티소프가 만든 용어이다. 오스트로아시아어족 외에도 버마어에 부음절이 있는데, 완전한 음절과 달리 초성에 자음군이 허용되지 않고, 종성이 없으며, 성조도 올 수 없는 /Cə/ 형태를 보인다. 최근의 따이조어와 상고한어 재구에도 부음절이 있는 준단음절 어근이 오늘날의 따이어파 및 중국어의 단음절 단어와 이전 시기의 2음절 단어 사이의 전이형으로서 상정된다.

## 같이 보기
- 크메르어